# 硫磺島號航空母艦
硫磺島號航空母艦（USS Iwo Jima CV-46）是一艘未建成的美國海軍航空母艦，原為艾塞克斯級航空母艦的廿四號艦。她是美軍第一艘以硫磺島為名的軍艦，以紀念硫磺島戰役。
硫磺島號在1945年1月29日動工。其時第二次世界大戰已近尾聲，美軍亦有多艘艾塞克斯級航空母艦服役。硫磺島號於1945年8月12日取消建造，即時拆毀。同日海軍亦停止建造復仇號。三日後日本投降，二戰結束。